# Giacomo Cusani
Giacomo Cusani (Milano, 1418 – Milano, 1483) è stato un diplomatico e politico italiano.
Personaggio chiave durante la Repubblica Ambrosiana ed il periodo ducale, fu tra i capostipiti della sua casata ed iniziatore delle fortune dei futuri marchesi di Chignolo.

## Biografia
Figlio di Antonio, protofisico del duca Filippo Maria Visconti, e di sua moglie Elisabetta Busca, nacque a Milano nel 1418. 
Dopo aver studiato legge all'Università di Pavia, venne iscritto nel collegio dei giureconsulti della città di Milano. Grazie all'influenza del padre, divenne consigliere di Filippo Maria Visconti ed alla morte di questi, decise di aderire alla Repubblica Ambrosiana. Nel nuovo organismo di stato, rivestì l'incarico di ambasciatore straordinario presso Francesco Sforza con altri cinque inviati, mentre questi si trovava a Piacenza, per offrirgli di rientrare a Milano. Questa prima ambasceria non ebbe successo, ma Giacomo capeggiò una nuova missione poco dopo presso Binasco che ebbe eguale esito negativo.
Dal 1 ottobre 1449, Giacomo Cusani venne nominato capitano difensore della libertà della repubblica milanese, ma a seguito dell'ascesa dello Sforza al trono ducale di Milano, la sua figura divenne sempre più marginale nella vita politica dello stato. Di lui si sa che nel 1466 venne prescelto da Galeazzo Maria Sforza quale membro del consiglio di giustizia. Grazie alla particolare predilezione che il duca Galeazzo Maria ebbe nei suoi confronti, il Cusani poté far sposare sua figlia ad un certo Carlo Varisino, con sontuose nozze che il sovrano milanese gli concesse di celebrare presso il Castello di Porta Giovia, prendendovi parte personalmente. Il 20 dicembre di quello stesso anno, il Cusani entrò a far parte del consiglio segreto del duca, ricevendo una sere di compiti diplomatici delicati come la redazione di una serie di lettere da inviare all'imperatore del Sacro Romano Impero o la ricezione, in assenza del duca, dell'ambasciata del sultano Maometto II. 
Il 25 agosto 1478 ottenne col fratello Paolo l'esenzione totale dalle tasse sui beni posseduti entro i confini del ducato di Milano. Per un trentennio fu inoltre collegio dei giurisperiti della fabbrica del duomo di Milano.
Morì a Milano nel 1483.

## Matrimonio e figli
Sposò in prime nozze Ginevra Casati, di Mario, dalla quale ebbe i seguenti figli:
- Antonio (m. 1516)
- Dorotea, sposò Branda Castiglioni
- Chiara, sposò Bartolomeo Casati

Alla morte della prima moglie si risposò con la cugina di questa, Enrica, figlia del nobile Filippo Casati, dalla quale ebbe i seguenti figli:
- Girolamo, sposò Beatrice Todeschini
- Rizzardo (m. 1521), sposò Caterina Cusani
- Donato (m. 1465)
- Caterina, sposò Giovanni Marliani
- Maddalena (m. 1521), sposò Ludovico Casati
- Giovanni Pietro (m. 1525)

## Ascendenza
|                   |   |   | Genitori |  |  | Nonni |  |  | Bisnonni       |  |  | Trisnonni       |  |
|                   |   |   |          |  |  |       |  |  | Antonio Cusani |  |  | Rizzardo Cusani |  |
|                   |   |   |          |  |  |       |  |  | Antonio Cusani |  |  | Rizzardo Cusani |  |
|                   |   | … |          |  |  |       |  |  | Antonio Cusani |  |  |                 |  |
| Cristoforo Cusani |   |   |          |  |  |       |  |  | Antonio Cusani |  |  |                 |  |
|                   |   | … | …        |  |  |       |  |  |                |  |  |                 |  |
|                   |   | … | …        |  |  |       |  |  |                |  |  |                 |  |
|                   |   | … | …        |  |  |       |  |  |                |  |  |                 |  |
| Antonio Cusani    |   | … |          |  |  |       |  |  |                |  |  |                 |  |
|                   |   | … | …        |  |  |       |  |  |                |  |  |                 |  |
|                   |   | … | …        |  |  |       |  |  |                |  |  |                 |  |
|                   |   | … | …        |  |  |       |  |  |                |  |  |                 |  |
| …                 |   | … |          |  |  |       |  |  |                |  |  |                 |  |
|                   |   | … | …        |  |  |       |  |  |                |  |  |                 |  |
|                   |   | … | …        |  |  |       |  |  |                |  |  |                 |  |
|                   |   | … | …        |  |  |       |  |  |                |  |  |                 |  |
| Giacomo Cusani    |   | … |          |  |  |       |  |  |                |  |  |                 |  |
|                   | … | … |          |  |  |       |  |  |                |  |  |                 |  |
|                   | … | … |          |  |  |       |  |  |                |  |  |                 |  |
|                   | … | … |          |  |  |       |  |  |                |  |  |                 |  |
| Gebardo Busca     | … |   |          |  |  |       |  |  |                |  |  |                 |  |
|                   |   | … | …        |  |  |       |  |  |                |  |  |                 |  |
|                   |   | … | …        |  |  |       |  |  |                |  |  |                 |  |
|                   |   | … | …        |  |  |       |  |  |                |  |  |                 |  |
| Elisabetta Busca  |   | … |          |  |  |       |  |  |                |  |  |                 |  |
|                   |   | … | …        |  |  |       |  |  |                |  |  |                 |  |
|                   |   | … | …        |  |  |       |  |  |                |  |  |                 |  |
|                   |   | … | …        |  |  |       |  |  |                |  |  |                 |  |
| …                 |   | … |          |  |  |       |  |  |                |  |  |                 |  |
|                   |   | … | …        |  |  |       |  |  |                |  |  |                 |  |
|                   |   | … | …        |  |  |       |  |  |                |  |  |                 |  |
|                   |   | … | …        |  |  |       |  |  |                |  |  |                 |  |
|                   |   | … |          |  |  |       |  |  |                |  |  |                 |  |